# El gran crucero
El gran crucero és una pel·lícula filmada en Eastmancolor coproducció de l'Argentina i Espanya dirigida per José Gutiérrez Maesso segons el seu propi guió escrit en col·laboració amb el guió de Juan Cerabea i Guillermo Zúñiga que es va estrenar el 12 d'octubre de 1970 a Espanya i que va tenir com a actors principals a Carlos Estrada, Erika Wallner, José Calvo i Teresa Gimpera.
El film va tenir els títols alternatius de El gran crucero i Los tesoros del gran capitán i va ser filmat a Astúries, Bariloche i Mar del Plata..

## Sinopsi
Juan és un ictiòleg espanyol que treballa com a investigador en un vaixell oceanogràfic de la Marina de l'Argentina. Un dia l'equip de pesca atrapa un salmó amb una estranya marca. Només Juan reconeix les sigles G.C. i la seva explicació ens porta fins a la seva infantesa, ja que era la mateixa marca que el seu avi posava als salmons a Astúries. Aleshores torna a la seva llar per explicar-ho al seu avi. El grau creuer és el que fan als salmons quan van del mar al riu.

## Repartiment
- Carlos Estrada
- Erika Wallner
- José Calvo
- Teresa Gimpera …Lucía
- Pedro Quartucci
- Mario Hernández
- María del Carmen García
- Ilde Pirovano
- Oscar Villa
- Maribel Hidalgo
- Goyo Lebrero
- Tito García
- Francisco Arenzana
- Óscar France
- Marcelo Jaime

## Premis
Pel seu paper a la pel·lícula José Calvo va rebre el premi al millor actor secundari als Premis del Sindicat Nacional de l'Espectacle de 1969